# Arnaud Bisson
Pour les articles homonymes, voir Bisson.
Arnaud Bisson (Noailles, 8 mai 1909 - Mort pour la France le 30 juin 1944 à Sains-Richaumont) est un résistant français, Compagnon de la Libération. Maire d'un village de l'Oise, il entre en résistance dès l'armistice du 22 juin 1940 et se charge principalement d'opérations de parachutage. Il est tué lors d'un accrochage avec des troupes allemandes.

## Biographie

### Jeunesse et engagement
Arnaud Bisson naît le 8 mai 1909 à Noailles dans l'Oise dans une famille de bijoutiers. Installé dans les environs de Beauvais, il devient propriétaire terrien dans le village de Velennes dont il devient ensuite le maire.

### Seconde Guerre mondiale
En 1939, Arnaud Bisson n'est pas mobilisé mais réquisitionné comme garde-voie à La Fère dans l'Aisne. Après l'armistice du 22 juin 1940, il décide très rapidement de résister à l'occupant et commence à organiser la récupération d'armes. En compagnie de Robert Sené, Jean Minasse et Robert Belleil, il crée un groupe de résistance à Beauvais. À la fin de l'année 1941, le groupe intègre le réseau OCM. Bisson est chargé des parachutages et des actions en zone nord-ouest de Beauvais. En avril 1943, il rejoint le bureau des opérations aériennes nouvellement créé et passe sous les ordres de Michel Pichard. Le mois suivant, il réceptionne à Lhéraule le premier parachutage d'armes du département. Ses actions lui valent d'être activement recherché par la Gestapo ce qui le contraint à entrer totalement dans la clandestinité à partir de juillet. Réfugié à Saint-Quentin, il devient l'adjoint de Pierre Deshayes, chef régional du BOA de la région A. Chargé de la section "Aisne", il participe à près d'une vingtaine de parachutages ainsi qu'au sabotage de chemins de fer et d'écluses sur le canal de Saint-Quentin.
Arnaud Bisson se charge également de l'aide aux aviateurs alliés abattus dans la région et aux nombreux réfractaires du STO à qui il fournit faux papiers et cartes de rationnement. Il se distingue également en faisant parvenir à Londres un plan complet du terrain d'aviation de Tillé utilisé par la Luftwaffe. En avril 1944, il déplace son poste de commandement de Saint-Quentin vers Saint-Algis, au lieu-dit Moulin de la Coupille. Le 30 juin 1944, alors qu'il effectue un transport d'armes avec trois de ses hommes à Sains-Richaumont, son véhicule tombe sur un barrage allemand. Des coups de feu sont échangés et Arnaud Bisson est tué. Ses camarades sont contraints d'abandonner le véhicules et son corps ne peut être récupéré que le surlendemain. Enterré près d'une ferme du village, il est exhumé après la libération et transféré dans le caveau familial de Noailles.
Une cérémonie annuelle a lieu chaque année le dernier dimanche de juin à Saint-Algis pour commémorer sa mémoire et ceux de ses quatre autres compagnons décédés sept jours après en défendant le Moulin de la Coupille à Saint-Algis face à un assaut des Allemands,,.

## Décorations
|  |  |  |

| Chevalier de la Légion d'honneur[Quand ?] | Chevalier de la Légion d'honneur[Quand ?] | Compagnon de la Libération | Compagnon de la Libération | Croix de guerre 1939-1945 | Croix de guerre 1939-1945 |

## Hommages
- Une rue de Beauvais a été baptisée en son honneur[8].
- Une rue de Saint-Quentin porte son nom, ainsi qu'une place à l'entrée de cette même rue[9].
- Une rue de Noailles porte son nom[10].
- À Saint-Algis, au moulin de la Coupille, son nom est inscrit sur une stèle commémorative[11].
- Son nom est inscrit sur une plaque commémorative sur les murs de la mairie de Velennes ainsi qu'au Conseil départemental de l'Oise[11].